# Matemale
Matemale (catalansk: Matamala) er en by og kommune i departementet Pyrénées-Orientales i Sydfrankrig.

## Geografi
Matemale ligger 87 km vest for Perpignan. Nærmeste byer er mod nord Formiguères (4 km), mod vest Les Angles (4 km) og mod syd La Llagonne (8 km).

## Demografi

### Udvikling i folketal
| 1962                                                              | 1968 | 1975 | 1982 | 1990 | 1999 | 2007 | 2011 | 2017 |
| ----------------------------------------------------------------- | ---- | ---- | ---- | ---- | ---- | ---- | ---- | ---- |
| 176                                                               | 135  | 106  | 151  | 222  | 242  | 295  | 281  | 267  |
| Tal fra og med 1962 er uden dobbelttælling (sans doubles comptes) |      |      |      |      |      |      |      |      |